# Devizahitel

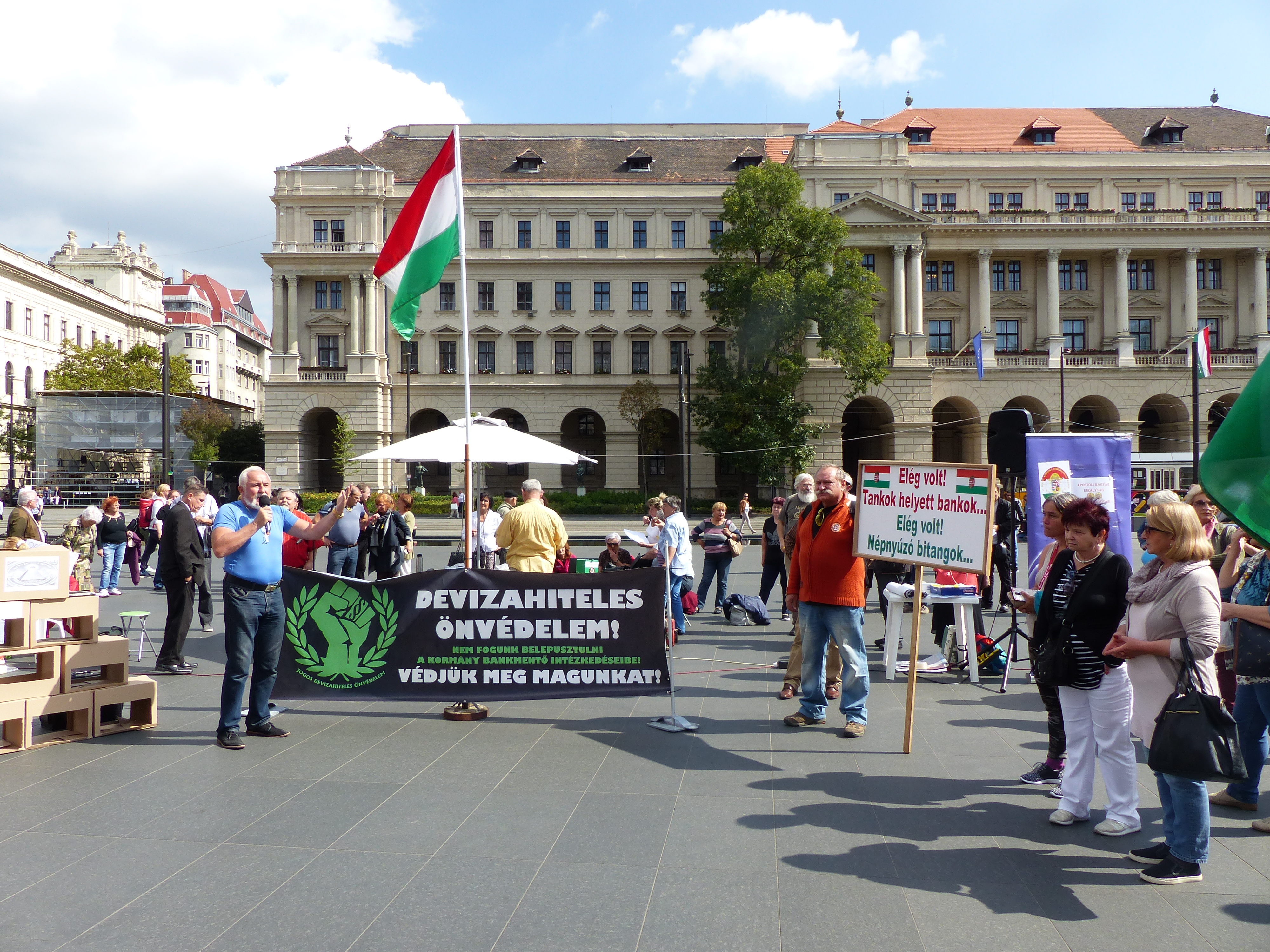
Devizahiteles tüntetés a Kossuth téren

Devizahitelről akkor beszélhetünk, mikor a hitel felvétele nem az adott ország hivatalos pénznemében történik. A devizahitelek közös tulajdonsága, hogy a hitel folyósítása az adott ország pénznemében történik, azonban a tartozás nyilvántartása devizában van. Különbség lehet két hitel között, hogy a törlesztés devizában (devizahitel), vagy az adott ország pénznemében (devizaalapú hitel) történik.

## A devizahitel létjogosultsága és veszélyei
A devizahitelek megszületését az országonként eltérő banki alapkamat szülte meg. Ezáltal ugyanis ha egy olyan külföldi ország devizájában vesz fel valaki hitelt, ahol alacsonyabb az alapkamat, mint a saját országában, akkor a hitel kamatai is alacsonyabbak lehetnek.
A devizahitelek veszélyei pedig az árfolyam ingadozásaiból adódnak. Amennyiben az adott ország pénzneme gyengül a hitel nyilvántartásának devizájához képest, úgy a törlesztőrészlet és a fennálló tartozás is növekszik (természetesen fordított esetben csökkenhet is).
A nagy mennyiségű devizahitel növelheti az adott ország külső függőségét.